# Summly

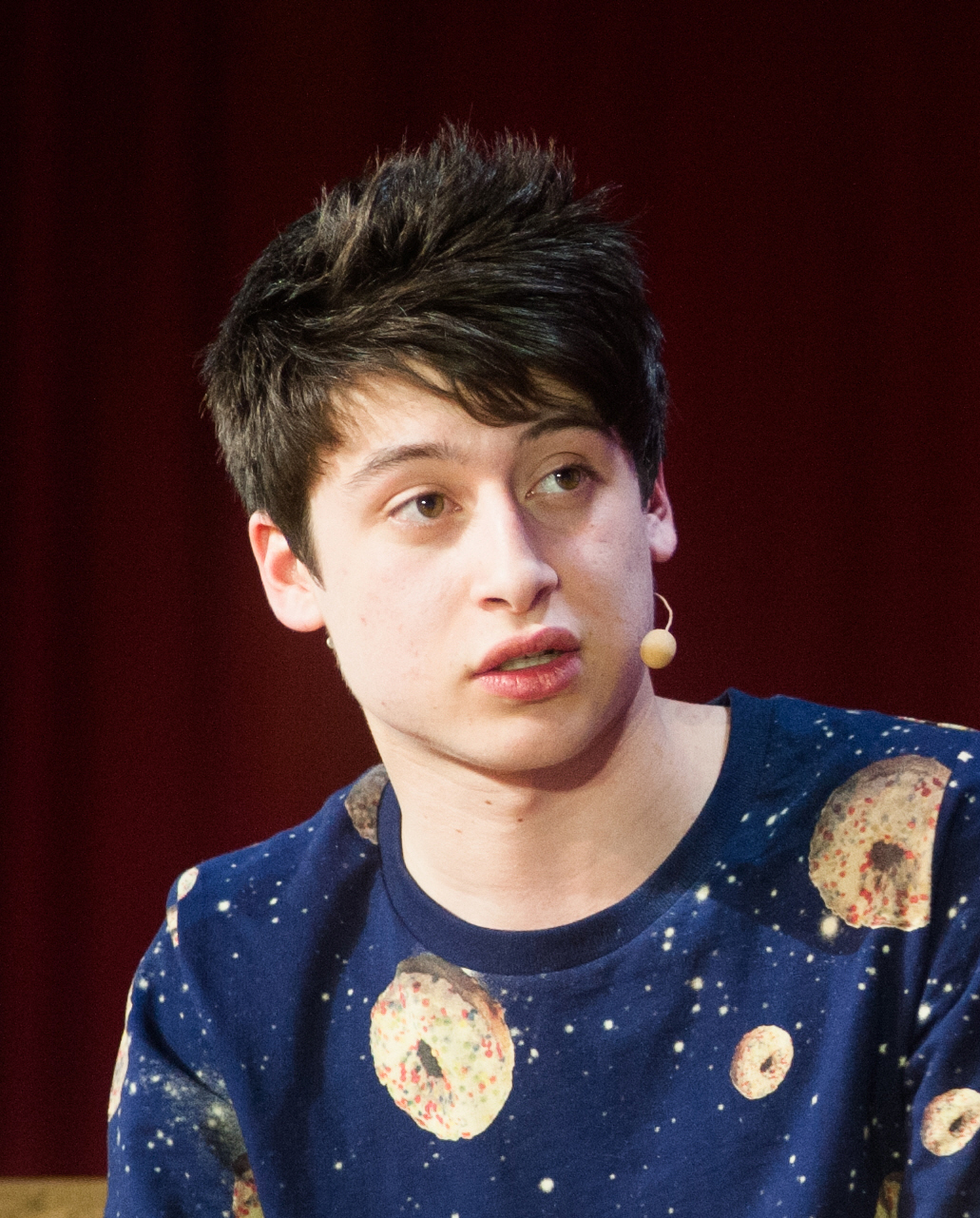
Nick D'Aloisio

Summly war ein Unternehmen, das bis März 2013 eine gleichnamige iPhone-App anbot, die Texte auf 400 Zeichen zusammenfasst. Die Übernahme der Firma durch Yahoo für 30 Millionen Dollar im März 2013 erregte internationales Aufsehen, weil der Entwickler der Software, Nick D'Aloisio, erst 17 Jahre alt war. Mit der Übernahme wurde die App eingestellt.
Sie wurde einige Monate nach der Übernahme von Summly aus dem Apple App Store genommen.
Summly basierte auf Software der Fa. SRI International.